# Hana Takeda
Hana Takeda (武田 華 Takeda Hana) es una seiyū japonesa nacida un 23 de agosto en la Prefectura de Chiba. Ha interpretado a personajes como Deneve en Claymore, Chūkō Kyocho en Ikki Tōsen y Kurotsuchi en Naruto: Shippūden, entre otros. Está afiliada a Kenyu-Office.

## Roles Interpretados

### Series de Anime
- Bleach como Loly Aivirrne
- Claymore como Deneve
- Damekko Dōbutsu como Kuma-Ane
- Danchi Tomoo como Yoshinobu Yoshida
- Healin' Good PreCure como Pegitan
- Girl's High School como Daichi Takahashi
- Ikki Tōsen: Dragon Destiny como Chūkō Kyocho
- Ikki Tōsen: XX como Chūkō Kyocho
- Kaibutsu Ōjo como Tomoko
- Lupin III: La mujer llamada Mina Fujiko como Louise
- Naruto: Shippūden como Kurotsuchi y Hanare
- Wagaya no oinari-sama como Chiharu Sakura, Kawajima-sensei, Kushida y Takashi Handa
- Yatterman (2008) como Obama

### OVAs
- Ikki Tousen: Extravaganza Epoch como Chūkō Kyocho
- Ikki Tousen: Shūgaku Tōshi Keppu-roku como Chūkō Kyocho
- Verde vs. Rojo como DJ

### Videojuegos
- Akai Katana como Botan Saionji
- Yakuza 4 como Hana
- Eustia of the Tarnished Wings: Angel's Blessing como Sistina Uyl
- Hot Shots Tennis: Get a Grip como Natasha
- Ikki Tousen: Xross Impact como Chūkō Kyocho
- Naruto Shippūden: Ultimate Ninja Storm 3 como Kurotsuchi
- Naruto Shippuden: Ultimate Ninja Storm Generations como Kurotsuchi
- Naruto Shippuden: Ultimate Ninja Storm Revolution como Kurotsuchi
- Ratchet & Clank: Atrapados en el tiempo como Carina
- Valkyrie Profile: Covenant of the Plume como Cheripha y Phiona

### Doblaje
- Chowder como Chowder
- Los Jóvenes Titanes como Bumblebee
- ParaNorman como Norman Babcock
- El hotel de los secretos como las Voces Adicionales
- Simplemente María como Maria